# Liste der Nintendo-Switch-Spiele/W
| Titel                                                     | Entwickler                        | Herausgeber                                       | Genre                          | Handel | Veröffentlichung D/A/CH             | Quelle        |
| --------------------------------------------------------- | --------------------------------- | ------------------------------------------------- | ------------------------------ | ------ | ----------------------------------- | ------------- |
| W.A.R.P.                                                  | 7 Raven Studios                   | 7 Raven Studios                                   | Shoot ’em up                   | Nein   | 16. Feb. 2023                       |               |
| Wacky Run                                                 | Piotr Skalski                     | Piotr Skalski                                     | Rennspiel                      | Nein   | 4. Jan. 2021                        |               |
| Waifu Impact                                              | Mitsuki Game Studio               | JanduSoft                                         | Third-Person-Shooter           | Nein   | 28. Apr. 2022                       | [ 1 ]         |
| Waifu Uncovered                                           | One Hand Free Studios             | eastasiasoft                                      | Shoot ’em up                   | Nein   | 16. Juli 2020                       | [ 2 ]         |
| Waking Violet                                             | Marco Mastropaolo                 | MixedBag                                          | Puzzle                         | Nein   | 29. Juni 2018                       | [ 3 ]         |
| Waku Waku Sweets                                          | Sonic Powered                     | Sonic Powered Retail: Aksys Games                 | Simulation                     | Ja     | 22. Nov. 2018 Retail: 5. Dez. 2019  | [ 4 ]         |
| Wall of Insanity                                          | VenomizedArt                      | VenomizedArt                                      | Ego-Shooter                    | Ja     | 25. Feb. 2022                       |               |
| Wallachia: Reign of Dracula                               | Migami Games                      | No Gravity Games                                  | Jump ’n’ Run, Shoot ’em up     | Ja     | 29. Okt. 2020                       | [ 5 ]         |
| Wanba Warriors                                            | Zodiac Interactive                | Zodiac Interactive                                | Kampfspiel                     | Nein   | 26. März 2020                       |               |
| Wand Wars                                                 | Moonradish Inc.                   | Moonradish Inc.                                   | Action, Sportsimulation        | Nein   | 2. Sep. 2019                        |               |
| Wanderjahr TryAgainOrWalkAway                             | Workryie Game Studio              | Corecell Technology                               | Strategie-Rollenspiel          | Nein   | 15. Feb. 2018                       |               |
| Wanderlust Travel Stories                                 | Different Tales                   | Forever Entertainment                             | Adventure                      | Nein   | 27. Feb. 2020                       |               |
| Wandersong                                                | Greg Lobanov                      | Humble Bundle, Retail: Limited Run Games          | Adventure, Musikspiel          | Ja     | 27. Sep. 2018 Retail: 11. Okt. 2019 |               |
| Wanna Survive                                             | PINIX Games Studio                | Nicalis                                           | Strategie-Rollenspiel          | Nein   | 21. Mai 2021                        |               |
| War Dogs: Red’s Return                                    | Mito Games                        | QUByte Interactive                                | Kampfspiel                     | Nein   | 29. Apr. 2021                       |               |
| War of Stealth – Assassin                                 | Plitka Games                      | LLC Kurenter                                      | Action-Adventure               | Nein   | 22. Apr. 2021                       |               |
| War Solution – Casual Math Game                           | YAW Studios                       | QUByte Interactive                                | Puzzle                         | Nein   | 8. Apr. 2021                        |               |
| War Tech Fighters                                         | Drakkar Dev                       | Blowfish Studios                                  | Shoot ’em up, Simulation       | Nein   | 27. Juni 2019                       |               |
| War Theatre                                               | Arcade Distillery                 | Arcade Distillery                                 | Strategie-Rollenspiel          | Nein   | 11. Apr. 2019                       |               |
| War Titans                                                | SC Ovilex Soft                    | SC Ovilex Soft                                    | Action                         | Nein   | 29. Okt. 2020                       |               |
| War Truck Simulator                                       | Dev4Play                          | Ultimate Games                                    | Rennspiel, Simulation          | Nein   | 19. Jan. 2021                       |               |
| War-Torn Dreams                                           | Playstige Interactive             | Playstige Interactive                             | Action, Jump ’n’ Run           | Nein   | 30. Apr. 2020                       |               |
| Warborn                                                   | Raredrop Games                    | PQube                                             | Strategie-Rollenspiel          | Ja     | 12. Juni 2020 Retail: 30. Sep. 2020 |               |
| Warface                                                   | Crytek Kiew, Blackwood Games      | My.com                                            | Ego-Shooter                    | Nein   | 18. Feb. 2020                       |               |
| Warframe                                                  | Digital Extremes, Panic Button    | Digital Extremes                                  | Third-Person-Shooter           | Nein   | 20. Nov. 2018                       |               |
| Wargroove                                                 | Chucklefish                       | Chucklefish Retail: Sold Out                      | Rundenbasiertes Strategiespiel | Ja     | 1. Feb. 2019 Retail: 29. Okt. 2019  |               |
| Warhammer 40.000: Mechanicus                              | Bulwark Studios                   | Kalypso Media                                     | Rundenbasiertes Strategiespiel | Ja     | 17. Juli 2020                       |               |
| Warhammer 40.000: Space Wolf                              | HeroCraft                         | HeroCraft                                         | Rundenbasiertes Strategiespiel | Nein   | 23. Jan. 2020                       |               |
| Warhammer Age of Sigmar: Champions                        | PlayFusion                        | PlayFusion                                        | Sammelkartenspiel              | Nein   | 16. Apr. 2019                       |               |
| Warhammer Age of Sigmar: Storm Ground                     | Gasket Games                      | Focus Home Interactive                            | Rundenbasiertes Strategiespiel | Nein   | 27. Mai 2021                        |               |
| Warhammer Quest                                           | Chilled Mouse                     | Chilled Mouse                                     | Brettspiel                     | Nein   | 5. Feb. 2019                        |               |
| Warhammer Quest 2: The End Times                          | Chilled Mouse                     | Chilled Mouse                                     | Brettspiel                     | Nein   | 23. Dez. 2019                       |               |
| WarioWare: Get It Together!                               | Intelligent Systems               | Nintendo                                          | Party                          | Ja     | 10. Sep. 2021                       |               |
| WarioWare: Move It!                                       | Intelligent Systems               | Nintendo                                          | Party                          | Ja     | 3. Nov. 2023                        |               |
| Warlock’s Tower                                           | Midipixel                         | Ratalaika Games                                   | Adventure, Puzzle              | Nein   | 31. Mai 2019                        |               |
| Warlocks 2: God Slayers                                   | Fat Dog Games                     | QubicGames                                        | Action-Rollenspiel             | Nein   | 7. Juni 2018                        |               |
| Warp Frontier                                             | Brawsome                          | Brawsome                                          | Adventure                      | Nein   | 28. Sep. 2021                       |               |
| Warp Shift                                                | Isbit Games                       | Isbit Games                                       | Puzzle                         | Nein   | 27. März 2018                       |               |
| Warparty                                                  | Crazy Monkey Games                | Rogueside                                         | Strategie                      | Nein   | 28. März 2019                       |               |
| Warplanes: WW1 Sky Aces                                   | Home Net Games                    | 7Levels                                           | Shoot ’em up                   | Nein   | 11. Dez. 2020                       |               |
| Warplanes: WW2 Dogfight                                   | Home Net Games                    | 7Levels                                           | Shoot ’em up                   | Nein   | 21. Feb. 2019                       |               |
| WarriOrb                                                  | NotYetEntertainment               | NotYetEntertainment                               | Action, Jump ’n’ Run           | Nein   | 8. Okt. 2020                        |               |
| Warriors Orochi 4                                         | Omega Force                       | Koei Tecmo                                        | Hack and Slay                  | Ja     | 19. Okt. 2018                       | [ 8 ]         |
| Warriors Orochi 4 Ultimate                                | Omega Force                       | Koei Tecmo                                        | Hack and Slay                  | Ja     | 14. Feb. 2020                       | [ 9 ] [ 10 ]  |
| Warsaw                                                    | Pixelated Milk                    | Crunching Koalas                                  | Strategie-Rollenspiel          | Nein   | 1. Okt. 2020                        | [ 11 ]        |
| Warshmallows                                              | You Run                           | Bonus Stage                                       | Party                          | Nein   | 6. Jan. 2022                        |               |
| Wartile                                                   | Playwood Project                  | Deck13                                            | Brettspiel, Strategie          | Nein   | 19. Nov. 2020                       | [ 12 ]        |
| Wasteland 2: Director’s Cut                               | inXile Entertainment              | inXile Entertainment                              | Rollenspiel                    | Ja     | 13. Sep. 2018 Retail: 17. Mai 2019  |               |
| Water Balloon Mania                                       | Sprakelsoft                       | Sprakelsoft                                       | Puzzle                         | Nein   | 15. Mai 2020                        |               |
| Watermelon Party                                          | Bigosaur                          | Bigosaur                                          | Puzzle                         | Nein   | 31. Mai 2019                        |               |
| Wave Break                                                | Funktronic Labs                   | Funktronic Labs                                   | Sportsimulation                | Nein   | 11. Juni 2021                       |               |
| Wax Museum                                                | Forever Entertainment             | Forever Entertainment                             | Adventure, Puzzle              | Nein   | 18. Nov. 2021                       |               |
| Way of the Passive Fist                                   | Household Games                   | Household Games                                   | Beat ’em up                    | Nein   | 11. Apr. 2019                       |               |
| Wayout                                                    | Konstructors Entertainment        | Hook Games                                        | Puzzle                         | Nein   | 11. Juli 2019                       |               |
| WBSC eBaseball: Power Pros                                | Konami                            | Konami                                            | Sportsimulation                | Nein   | 9. Feb. 2023                        | [ 13 ]        |
| We Are Doomed                                             | Vertex Pop                        | Vertex Pop                                        | Shoot ’em up                   | Nein   | 13. Aug. 2020                       | [ 14 ]        |
| We Know the Devil                                         | Worst Girls Games                 | Pillow Fight                                      | Visual Novel                   | Nein   | 30. Juli 2021                       |               |
| We should talk.                                           | Insatiable Cycle                  | Whitethorn Digital                                | Adventure, Simulation          | Nein   | 16. Juli 2020                       |               |
| We. The Revolution                                        | Polyslash                         | Klabater                                          | Adventure, Strategie           | Nein   | 25. Juni 2019                       |               |
| WeakWood Throne                                           | Gnelf                             | Drageus Games                                     | Action-Rollenspiel             | Nein   | 11. Sep. 2020                       |               |
| Weapon of Choice DX                                       | Mommy’s Best Games                | Mommy’s Best Games                                | Action, Jump ’n’ Run           | Nein   | 2. Sep. 2021                        |               |
| Weaving Tides                                             | Follow the Feathers               | Crytivo                                           | Adventure, Puzzle              | Nein   | 27. Mai 2021                        |               |
| Welcome to Hanwell                                        | Steel Arts Software               | Steel Arts Software                               | Action-Adventure               | Nein   | 9. Aug. 2019                        |               |
| Welcome to Primrose Lake                                  | SQRT3                             | QubicGames                                        | Adventure, Simulation          | Nein   | 7. März 2020                        |               |
| Wenjia                                                    | Luoriver Studio                   | indienova                                         | Adventure, Puzzle              | Nein   | 26. März 2020                       |               |
| Wer weiß denn sowas? – Das 2. Spiel                       | Lost The Game Studios             | bitComposer Games Retail: ak tronic               | Party                          | Ja     | 15. Okt. 2019                       |               |
| Wer weiß denn sowas? – Das Spiel                          | Lost The Game Studios             | bitComposer Games Retail: ak tronic               | Party                          | Ja     | 15. Nov. 2018                       |               |
| Wer wird Millionär?                                       | Appeal Studios                    | Microids                                          | Party                          | Ja     | 29. Okt. 2020                       |               |
| Werewolf Pinball                                          | EnjoyUp Games                     | EnjoyUp Games                                     | Flipper                        | Nein   | 20. Juli 2018                       |               |
| Werewolf: The Apocalypse – Heart of the Forest            | Different Tales                   | Walkabout Games                                   | Visual Novel, Rollenspiel      | Nein   | 7. Jan. 2021                        |               |
| West of Dead                                              | Upstream Arcade                   | Raw Fury                                          | Shoot ’em up                   | Nein   | 26. Aug. 2020                       |               |
| West of Loathing                                          | Asymmetric Publications           | Asymmetric Publications Retail: Limited Run Games | Adventure, Rollenspiel         | Ja     | 31. Mai 2018 Retail: 17. Aug. 2018  |               |
| Western 1849 Reloaded                                     | Nawia Games                       | Nawia Games                                       | Action                         | Nein   | 29. Aug. 2018                       |               |
| What Comes After                                          | Fahmitsu, Rolling Glory Jam       | Flynn’s Arcade                                    | Adventure                      | Nein   | 1. Apr. 2021                        |               |
| What Remains of Edith Finch                               | Giant Sparrow                     | Annapurna Interactive                             | Adventure                      | Nein   | 4. Juli 2019                        |               |
| What the Dub?!                                            | Wide Right Interactive            | Wide Right Interactive                            | Party                          | Nein   | 8. Apr. 2021                        |               |
| What the Fork                                             | Bit2Good                          | Bit2Good                                          | Party                          | Nein   | 5. Nov. 2020                        |               |
| What the Golf?                                            | Triband                           | Triband                                           | Sportsimulation                | Nein   | 21. Mai 2020                        | [ 18 ]        |
| What The Zombies?!                                        | Dawid Poleszczuk                  | Dawid Poleszczuk                                  | Shooter                        | Nein   | 1. Okt. 2021                        |               |
| Wheels of Aurelia                                         | Santa Ragione                     | MixedBag                                          | Adventure, Rennspiel           | Nein   | 2. Nov. 2017                        |               |
| When Ski Lifts Go Wrong                                   | Hugecalf Studios                  | Curve Digital                                     | Simulation                     | Nein   | 23. Jan. 2019                       |               |
| When the Past was Around                                  | Mojiken Studio, Toge Productions  | Chorus Worldwide                                  | Point-and-Click-Adventure      | Nein   | 15. Dez. 2020                       |               |
| Where Angels Cry                                          | Cateia Games                      | Ocean Media                                       | Adventure                      | Nein   | 23. Apr. 2020                       |               |
| Where Angels Cry: Tears of the Fallen Collector’s Edition | Cateia Games                      | Ocean Media                                       | Adventure                      | Nein   | 16. Jan. 2020                       |               |
| Where Are My Friends?                                     | Sometimes You                     | Sometimes You                                     | Adventure, Jump ’n’ Run        | Nein   | 25. Apr. 2018                       |               |
| Where Cards Fall                                          | The Game Band                     | Snowman                                           | Adventure, Puzzle              | Nein   | 4. Nov. 2021                        |               |
| Where the Bees Make Honey                                 | Wakefield Interactive             | Whitethorn Digital                                | Adventure, Puzzle              | Nein   | 17. Okt. 2019                       |               |
| Where the Water Tastes Like Wine                          | Dimbulb Forge                     | Serenity Forge                                    | Adventure                      | Nein   | 29. Nov. 2019                       |               |
| Where’s Samantha?                                         | Respect Studios                   | ROKiT Games                                       | Jump ’n’ Run                   | Nein   | 19. Aug. 2021                       |               |
| while True: learn()                                       | Luden.io                          | Nival                                             | Simulation, Puzzle             | Nein   | 16. Apr. 2020                       |               |
| Whip! Whip!                                               | Alpha Unit                        | Alpha Unit                                        | Action                         | Nein   | 14. Juni 2018                       |               |
| Whipseey and the Lost Atlas                               | Daniel Ramirez                    | Blowfish Studios                                  | Jump ’n’ Run                   | Nein   | 28. Aug. 2019                       |               |
| Whispering Willows                                        | Night Light Interactive           | Akupara Games                                     | Adventure                      | Nein   | 27. Sep. 2018                       |               |
| Whiskey Mafia: Frank’s Story                              | FastGame                          | ChiliDog Interactive                              | Adventure                      | Nein   | 13. Aug. 2021                       |               |
| Whiskey Mafia: Leo’s Family                               | FastGame                          | ChiliDog Interactive                              | Adventure                      | Nein   | 19. Nov. 2021                       |               |
| White Girl                                                | Otorakobo                         | Otorakobo                                         | Strategie                      | Nein   | 2. Sep. 2021                        |               |
| White Night                                               | Osome Studio                      | Plug In Digital                                   | Survival Horror                | Nein   | 17. Mai 2018                        |               |
| Why I was Born                                            | Yuka Nakajima                     | Regista                                           | Action-Adventure               | Nein   | 9. März 2023                        |               |
| Wicce                                                     | Alpheratz                         | CFK                                               | Jump ’n’ Run                   | Nein   | 3. Juni 2021                        |               |
| Wide Ocean Big Jacket                                     | Turnfollow                        | Tender Claws                                      | Adventure                      | Nein   | 4. Feb. 2020                        |               |
| Widget Satchel                                            | Noble Robot                       | Noble Robot                                       | Action, Jump ’n’ Run           | Nein   | 27. Nov. 2019                       |               |
| Wild & Adventure Pinball                                  | Super PowerUp Games               | Super PowerUp Games                               | Flipper                        | Nein   | 10. Dez. 2021                       |               |
| Wild & Horror Pinball                                     | Super PowerUp Games               | Super PowerUp Games                               | Flipper                        | Nein   | 15. Okt. 2021                       |               |
| Wild Guns Reloaded                                        | Natsume                           | Natsume                                           | Shooter                        | Nein   | 17. Apr. 2018                       |               |
| Wild Park Manager                                         | Kairosoft                         | Kairosoft                                         | Wirtschaftssimulation          | Nein   | 25. März 2021                       |               |
| Wild Pinball Bundle                                       | Super PowerUp Games               | Super PowerUp Games                               | Flipper                        | Nein   | 10. Sep. 2021                       |               |
| Wildbus                                                   | Wildbus Studio                    | Wildbus Studio                                    | Rollenspiel                    | Nein   | 26. Aug. 2021                       |               |
| Wildfire                                                  | Sneaky Bastards                   | Humble Games                                      | Stealth                        | Nein   | 3. Dez. 2020                        |               |
| WildTrax Racing                                           | SuperPowerUpGames                 | SuperPowerUpGames                                 | Rennspiel                      | Nein   | 29. Mai 2020                        |               |
| WILL: A Wonderful World                                   | WMY Studio                        | Circle Entertainment Retail: PM Studios           | Visual Novel                   | Ja     | 18. Okt. 2018 Retail: 2. Juli 2019  | [ 19 ] [ 20 ] |
| Willy Jetman: Astromonkey’s Revenge                       | Last Chicken Games                | BLG-Publishing                                    | Adventure, Shoot ’em up        | Nein   | 31. Jan. 2020                       |               |
| Willy Morgan and the Curse of Bone Town                   | Imaginarylab                      | Leonardo Interactive                              | Point-and-Click-Adventure      | Nein   | 8. Juni 2021                        |               |
| Wilmot’s Warehouse                                        | Hollow Ponds                      | Finji                                             | Puzzle                         | Nein   | 28. Aug. 2019                       |               |
| Wind Peaks                                                | Actoon Studio                     | Actoon Studio                                     | Adventure, Puzzle              | Nein   | 3. März 2021                        |               |
| Windbound                                                 | 5 Lives Studios                   | Koch Media                                        | Adventure                      | Nein   | 28. Aug. 2020                       |               |
| Windjammers                                               | Dotemu                            | Dotemu Retail: Limited Run Games                  | Sportsimulation                | Ja     | 23. Okt. 2018 Retail: 21. Dez. 2018 |               |
| Windjammers 2                                             | Dotemu                            | Dotemu                                            | Sportsimulation                | Nein   | 20. Jan. 2022                       |               |
| Windmill Kings                                            | Bigosaur                          | Bigosaur                                          | Strategie                      | Nein   | 1. Nov. 2019                        |               |
| Winds of Change                                           | Klace                             | Crunching Koalas                                  | Visual Novel                   | Nein   | 3. Juni 2021                        |               |
| Windscape                                                 | Magic Sandbox                     | Headup Games                                      | Action-Adventure               | Nein   | 27. März 2019                       |               |
| Wing of Darkness                                          | Production Exabilities            | Clouded Leopard Entertainment                     | Shoot ’em up                   | Nein   | 3. Juni 2021                        |               |
| Wingspan                                                  | Monster Couch                     | Monster Couch                                     | Brettspiel, Strategie          | Nein   | 29. Dez. 2020                       |               |
| WinKings                                                  | Lemondo Games                     | Lemondo Games                                     | Jump ’n’ Run                   | Nein   | 25. Mai 2020                        |               |
| Winter Sports Games                                       | Joindots                          | Joindots                                          | Sportsimulation, Party         | Nein   | 24. Okt. 2019                       |               |
| Wintermoor Tactics Club                                   | EVC                               | Versus Evil                                       | Strategie-Rollenspiel          | Nein   | 10. Sep. 2020                       |               |
| Wissenstraining. Das Quiz.                                | the binary family                 | the binary family                                 | Puzzle                         | Nein   | 28. Nov. 2019                       |               |
| Witch and Hero                                            | Flyhigh Works                     | Flyhigh Works                                     | Adventure                      | Nein   | 21. März 2019                       |               |
| Witch and Hero II                                         | Flyhigh Works                     | Flyhigh Works                                     | Adventure                      | Nein   | 16. Jan. 2020                       |               |
| Witch Hunter                                              | Nyx Digital                       | Funbox Media                                      | Jump ’n’ Run                   | Nein   | 26. Aug. 2021                       |               |
| Witch Thief                                               | Cardboard Keep                    | Cardboard Keep                                    | Adventure                      | Nein   | 19. Apr. 2019                       |               |
| Witcheye                                                  | Moon Kid                          | Devolver Digital                                  | Jump ’n’ Run                   | Nein   | 27. Aug. 2020                       |               |
| WitchSpring 3 [Re:Fine] – The Story of Eirudy             | Kiwiwalks, IkinaGames             | ININ Games                                        | Rollenspiel                    | Ja     | 13. Aug. 2021                       |               |
| Within the Blade                                          | Ametist Studio                    | Ratalaika Games                                   | Action, Jump ’n’ Run           | Nein   | 16. Juli 2021                       |               |
| Without Escape                                            | Bumpy Trail Games                 | eastasiasoft                                      | Adventure                      | Nein   | 16. Jan. 2020                       |               |
| Wizard of Legend                                          | Contingent99                      | Humble Bundle                                     | Roguelike                      | Nein   | 15. Mai 2018                        |               |
| Wizards of Brandel                                        | Exe-Create                        | Kemco                                             | Rollenspiel                    | Nein   | 5. Dez. 2019                        |               |
| Wizards: Wand of Epicosity                                | Game Mechanic Studios             | Game Mechanic Studios                             | Tower Defense                  | Nein   | 4. Aug. 2020                        |               |
| Wizodd                                                    | JanduSoft                         | JanduSoft                                         | Action                         | Nein   | 15. Juli 2021                       |               |
| Wolfenstein II: The New Colossus                          | MachineGames                      | Bethesda Softworks                                | Ego-Shooter                    | Ja     | 29. Juni 2018                       |               |
| Wolfenstein: Youngblood                                   | MachineGames                      | Bethesda Softworks                                | Ego-Shooter                    | Ja     | 26. Juli 2019                       |               |
| Wolflame                                                  | Storybird                         | Pixelheart                                        | Shoot ’em up                   | Nein   | 14. Mai 2020                        |               |
| Wonder Blade                                              | East2west Games                   | East2west Games                                   | Adventure                      | Nein   | 29. Okt. 2020                       |               |
| Wonder Boy Returns Remix                                  | CFK                               | CFK                                               | Jump ’n’ Run                   | Nein   | 23. Mai 2019                        | [ 22 ]        |
| Wonder Boy: Asha in Monster World                         | Artdink                           | ININ Games Retail: Strictly Limited Games         | Action-Adventure               | Ja     | 28. Mai 2021                        |               |
| Wonder Boy: The Dragon’s Trap                             | Lizardcube                        | DotEmu Retail: Headup Games                       | Action-Adventure               | Ja     | 18. Apr. 2017 Retail: 19. Apr. 2018 |               |
| Wondershot                                                | QubicGames                        | QubicGames                                        | Action, Party                  | Nein   | 22. Dez. 2018                       |               |
| Wood Block Escape Puzzles                                 | Benjamin Kistler                  | Benjamin Kistler                                  | Puzzle                         | Nein   | 20. Mai 2021                        |               |
| Wood Block Escape Puzzles 2                               | Benjamin Kistler                  | Benjamin Kistler                                  | Puzzle                         | Nein   | 28. Juni 2021                       |               |
| Wood Block Escape Puzzles 3                               | Benjamin Kistler                  | Benjamin Kistler                                  | Puzzle                         | Nein   | 22. Juli 2021                       |               |
| Woodcutter                                                | Ultimate Games                    | Ultimate Games                                    | Adventure, Jump ’n’ Run        | Nein   | 8. Juli 2021                        |               |
| Woodle Tree 2: Deluxe                                     | Chubby Pixel                      | Chubby Pixel                                      | Jump ’n’ Run                   | Nein   | 25. Juli 2019                       |               |
| Woodle Tree Adventures                                    | Chubby Pixel                      | Chubby Pixel                                      | Jump ’n’ Run                   | Nein   | 23. Dez. 2017                       |               |
| Woodsalt                                                  | Team Woodsalt                     | Team Woodsalt                                     | Adventure                      | Nein   | 13. Okt. 2020                       |               |
| Worbital                                                  | TJR Games                         | TJR Games                                         | Action                         | Nein   | 18. Okt. 2019                       |               |
| Word Crush Hidden                                         | Benjamin Kistler                  | Benjamin Kistler                                  | Puzzle                         | Nein   | 15. Juli 2021                       |               |
| Word Forward                                              | Rocketship Park                   | Thalamus Digital                                  | Puzzle                         | Nein   | 3. Dez. 2021                        |               |
| Word Mesh                                                 | EntwicklerX                       | EntwicklerX                                       | Puzzle                         | Nein   | 20. Juni 2019                       |               |
| Word Puzzles by POWGI                                     | Lightwood Games                   | Lightwood Games                                   | Puzzle                         | Nein   | 25. Okt. 2018                       |               |
| Word Search by POWGI                                      | Lightwood Games                   | Lightwood Games                                   | Puzzle                         | Nein   | 12. Apr. 2018                       |               |
| Word Sudoku by POWGI                                      | Lightwood Games                   | Lightwood Games                                   | Puzzle                         | Nein   | 22. Nov. 2018                       |               |
| Word Wheel by POWGI                                       | Lightwood Games                   | Lightwood Games                                   | Puzzle                         | Nein   | 6. Juni 2019                        |               |
| WordHerd                                                  | Nellyvision                       | Nellyvision                                       | Puzzle                         | Nein   | 31. März 2020                       |               |
| Wordify                                                   | Hook Games                        | Hook Games                                        | Puzzle                         | Nein   | 7. Aug. 2020                        |               |
| Wordsweeper by POWGI                                      | Lightwood Games                   | Lightwood Games                                   | Puzzle                         | Nein   | 8. Aug. 2019                        |               |
| Work Trip                                                 | Morning Shift Studios             | Ultimate Games                                    | Adventure                      | Nein   | 19. Sep. 2021                       |               |
| Working Zombies                                           | Jupiter                           | Jupiter                                           | Puzzle                         | Nein   | 18. Juni 2020                       |               |
| World Conqueror X                                         | Easy Tech                         | Circle Entertainment                              | Strategie                      | Nein   | 8. März 2018                        |               |
| World Cruise Story                                        | Kairosoft                         | Kairosoft                                         | Simulation                     | Nein   | 18. Juli 2019                       |               |
| World End Economica ~complete~                            | Spicy Tails                       | Sekai Games                                       | Visual Novel, Spielesammlung   | Nein   | 22. Apr. 2021                       | [ 25 ]        |
| World End Syndrome                                        | Toybox Games                      | PQube                                             | Visual Novel                   | Ja     | 14. Juni 2019                       | [ 26 ]        |
| World for Two                                             | Seventh Rank                      | room6                                             | Adventure                      | Nein   | 17. Sep. 2020                       |               |
| World Neverland: Elnea Kingdom                            | Althi                             | Althi                                             | Simulation                     | Nein   | 15. März 2018                       |               |
| World of Final Fantasy Maxima                             | Tose                              | Square Enix                                       | Rollenspiel                    | Nein   | 6. Nov. 2018                        | [ 27 ]        |
| World of Goo                                              | 2D Boy                            | Tomorrow Corporation Retail: Super Rare Games     | Puzzle                         | Ja     | 23. März 2017 Retail: 27. Feb. 2020 |               |
| World of Riders                                           | Kodobur Yazilim                   | Kodobur Yazilim                                   | Rennspiel                      | Nein   | 2. Juli 2019                        |               |
| World of Solitaire                                        | Baltoro Games                     | Baltoro Games                                     | Kartenspiel, Puzzle            | Nein   | 6. Nov. 2020                        |               |
| World of Tanks Blitz                                      | Wargaming Group                   | Wargaming Group                                   | Shooter, Action                | Nein   | 26. Aug. 2020                       |               |
| World Quiz                                                | Nyx Digital                       | Funbox Media                                      | Puzzle                         | Nein   | 2. Dez. 2021                        |               |
| World Soccer                                              | Sabec                             | Sabec                                             | Fußballsimulation              | Nein   | 20. Mai 2019                        |               |
| World Soccer Strikers ’91                                 | Meteorbyte Studios                | Meteorbyte Studios                                | Fußballsimulation              | Nein   | 20. Aug. 2021                       |               |
| World Soccer Pinball                                      | EnjoyUp Games                     | EnjoyUp Games                                     | Flipper                        | Nein   | 31. Mai 2018                        |               |
| World Splitter                                            | NeoBird                           | Bumble3ee Interactive                             | Jump ’n’ Run                   | Nein   | 21. Apr. 2021                       |               |
| World to the West                                         | Rain Games                        | Rain Games                                        | Adventure                      | Nein   | 18. Jan. 2018                       |               |
| World Tree Marché                                         | Asobox                            | Flyhigh Works                                     | Simulation                     | Nein   | 28. Feb. 2019                       |               |
| World War Z                                               | Saber Interactive                 | Mad Dog Games                                     | Shooter                        | Ja     | 2. Nov. 2021                        |               |
| World’s End Club                                          | Too Kyo Games                     | NIS America                                       | Adventure                      | Ja     | 28. Mai 2021                        |               |
| Worlds of Magic: Planar Conquest                          | Wastelands Interactive            | Ultimate Games                                    | Rundenbasiertes Strategiespiel | Nein   | 24. Jan. 2020                       |               |
| Worm Jazz                                                 | Inconspicuous                     | Inconspicuous                                     | Puzzle                         | Nein   | 21. Sep. 2020                       |               |
| Worms Rumble                                              | Team17                            | Team17                                            | Battle Royale                  | Nein   | 23. Juni 2021                       |               |
| Worms W.M.D                                               | Team17                            | Team17 Retail: Super Rare Games                   | Rundenbasiertes Strategiespiel | Ja     | 23. Nov. 2017 Retail: 1. Okt. 2018  |               |
| Worse Than Death                                          | Benjamin Rivers                   | Benjamin Rivers                                   | Adventure                      | Nein   | 8. Okt. 2019                        |               |
| Worth Life                                                | Hakama                            | Hakama                                            | Lebenssimulation               | Nein   | 14. Juli 2022                       | [ 30 ]        |
| Would you like to run an idol cafe?                       | StarlightTree Games               | Gamuzumi                                          | Visual Novel                   | Nein   | 18. Nov. 2021                       |               |
| Woven                                                     | Alterego Games                    | Alterego Games                                    | Adventure                      | Nein   | 15. Nov. 2019                       |               |
| WRC 8 FIA World Rally Championship                        | Kylotonn                          | Bigben Interactive                                | Rennspiel                      | Ja     | 14. Nov. 2019                       | [ 31 ]        |
| WRC 9 FIA World Rally Championship                        | Kylotonn                          | Nacon                                             | Rennspiel                      | Ja     | 11. März 2021                       | [ 32 ]        |
| WRC 10 FIA World Rally Championship                       | Kylotonn                          | Nacon                                             | Rennspiel                      | Ja     | 17. März 2022                       | [ 33 ]        |
| WRC Generations – The FIA WRC Official Game               | Kylotonn                          | Nacon                                             | Rennspiel                      | Ja     | 23. Dez. 2022                       | [ 34 ]        |
| Wreckin’ Ball Adventure                                   | Don’t Bite Devs                   | QubicGames                                        | Jump ’n’ Run                   | Nein   | 2. Aug. 2019                        |               |
| Wrestledunk Sports                                        | Team Fractal Alligator            | Team Fractal Alligator                            | Kampfspiel, Party              | Nein   | 20. Aug. 2021                       |               |
| Wrestling Empire                                          | MDickie                           | MDickie                                           | Kampfspiel                     | Nein   | 11. Jan. 2021                       |               |
| Writhe                                                    | Mission Ctrl Studios              | Mission Ctrl Studios                              | Ego-Shooter                    | Nein   | 15. Jan. 2021                       | [ 35 ]        |
| Wulverblade                                               | Fully Illustrated, Darkwind Media | Darkwind Media Retail: Super Rare Games           | Beat ’em up                    | Ja     | 12. Okt. 2017 Retail: 18. Juli 2019 |               |
| Wunderling                                                | Retroid Interactive               | Retroid Interactive                               | Adventure                      | Nein   | 5. März 2020                        |               |
| Wuppo: Definitive Edition                                 | Knuist & Perzik                   | Knuist & Perzik                                   | Adventure                      | Nein   | 5. Sep. 2019                        |               |
| Wurroom                                                   | Michael Rfdshir                   | Sometimes You                                     | Adventure                      | Nein   | 1. Apr. 2020                        |               |
| WWE 2K Battlegrounds                                      | Saber Interactive                 | 2K Games                                          | Sportsimulation, Kampfspiel    | Ja     | 18. Sep. 2020                       | [ 37 ]        |
| WWE 2K18                                                  | Yuke’s                            | 2K Games                                          | Sportsimulation, Kampfspiel    | Ja     | 6. Dez. 2017                        | [ 38 ]        |
| WWII Tank Battle Arena                                    | Pix Arts                          | Pix Arts                                          | Action                         | Nein   | 11. Nov. 2022                       |               |
| Wytchwood                                                 | Alientrap                         | Whitethorn Digital                                | Adventure                      | Nein   | 27. Dez. 2021                       |               |